# Осада Виттенберга (весна 1813 года)
Осада Виттенберга – военная операция по осаде и штурму города-крепости Виттенберг 17 апреля 1813 года союзными русско-прусскими войсками графа Витгенштейна. Город оборонял польско-французский гарнизон армии Наполеона под командованием генерала Ла Пуапу.

## Предыстория
В марте 1813 года в окрестностях Эрфурта ускоренно сосредотачивалась свежая армия Наполеона. К концу апреля новая армия насчитывала более 120 тыс. человек с 250 орудиями и 8 000 кавалерии. Основной недостаток новой армии состоял в нехватке кавалерии. Союзная русско-прусская армия численностью не более 90 тыс. человек с 650 орудиями и около 20 тыс. кавалерии была разобщена на два крыла. Правое крыло под командованием Витгенштейна находилось в Берлине. Левое крыло под командованием Блюхера находилось на линии Дрезден-Лейпциг.  У Наполеона появлялась возможность поочерёдно их разбить.
28 марта 1813 года войска графа Витгенштейна выступили из Берлина (35 000 чел.— корпуса Бюлова, Йорка, Берга и бригада Борстеля) с намерением соединиться с армией Блюхера.  К 3 апреля войска Блюхера находились между Борной и Цвенкау. Вице-король Э. де Богарне  получил от Наполеона приказ «препятствовать соединению армий Витгенштейна и Блюхера». Выполняя приказ, Богарне, с целью отвлечь внимание Витгенштейна от движения в сторону Лейпцига, сконцентрировал войска перед Магдебургом на правом берегу Эльбы. Корпуса союзной армии находились на марше и были растянуты от Цербста до Циезара. Однако, 5 апреля Витгенштейн решительно атаковал войска вице-короля на фронте 7 вёрст и отбросил последние к линии Штасфурт — Ашерслебен.

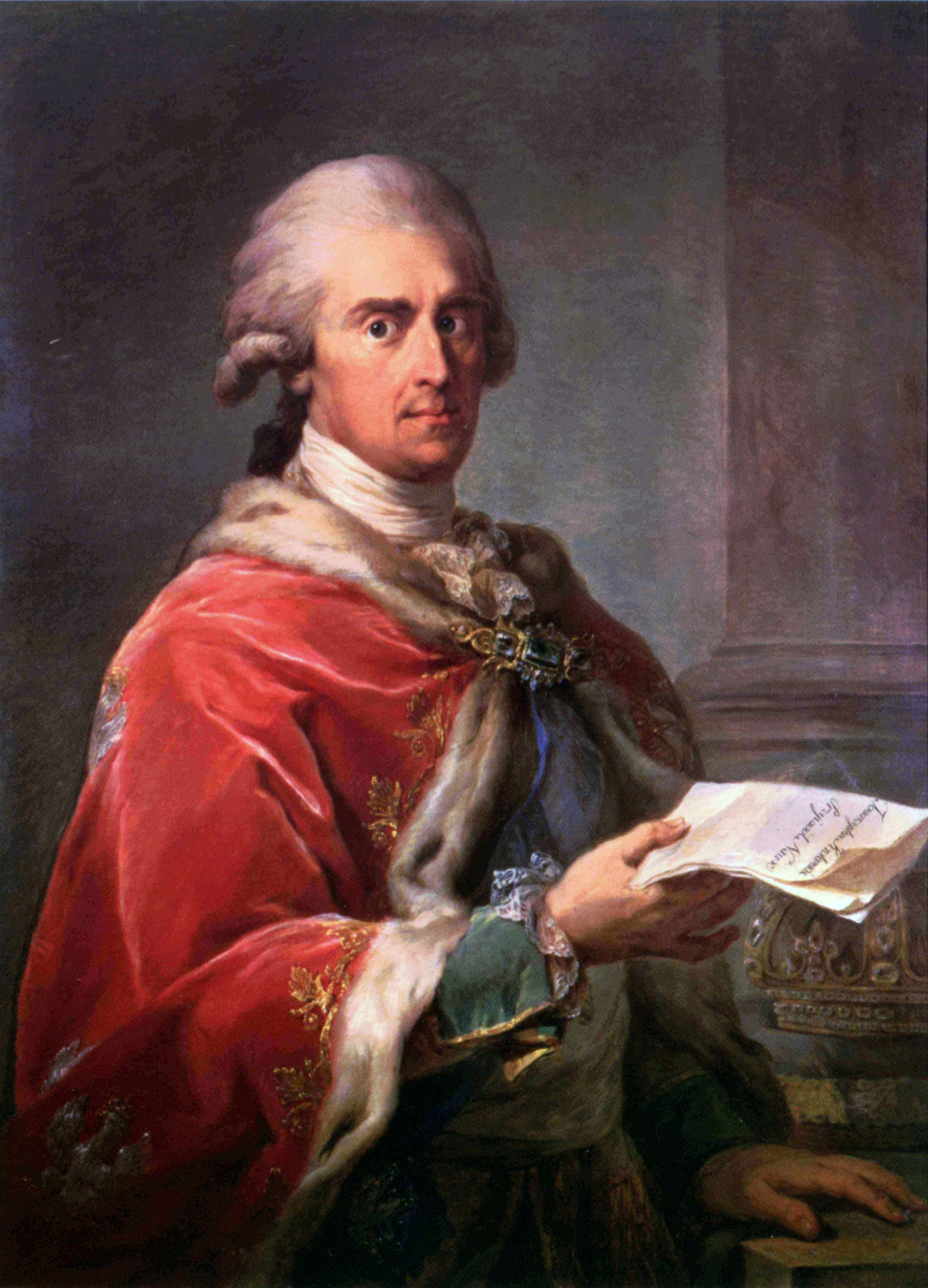
Король Саксонии – Фридрих Август был «набожен до ханжества, тщеславен во всем и неспособен к решимости» в судьбоносных для страны случаях.

Вице-король оставил в Магдебурге войска Клода-Виктора Перрена и продвинулся к Ашерслебену.  Войска Бюлова и Борстеля были оставлены под Магдебургом.  Корпус Клейста с 70 орудиями был оставлен под Виттенбергом.  10 апреля войска Витгенштейна (корпуса Йорка и Берга) переправились через Эльбу у Рослау и расположились на линии Дессау — Кётен.  С целью обеспечения тыла,  Витгенштейн решил вступить в переговоры с саксонским  генералом Тильманом.  Генерал соглашался с важностью общего дела по освобождению Германии. Однако,  связанный присягой Королю Саксонии Фридриху Августу, отказался сдать город-крепость Торгау и присоединить свои войска к союзным.  Король Фридрих Август в то время занимал «неопределенную» позицию по отношению к действиям союзных войск. Он приказал Тильману «не пускать в Торгау ни французов, ни их противников». Генерал Тильман посоветовал Витгенштейну «без особых усилий» овладеть слабо укрепленным городом-крепостью Виттенберг.

## Ход осады и штурма
17 апреля Витгенштейн решил штурмом овладеть Виттенбергом. 16 апреля он прибыл к войскам Клейста.  Гарнизон крепости состоял из польских войск (1500 человек) генерала Домбровского и 1000 человек французов.  Командовал гарнизоном французский генерал   Ла Пуап – ветеран революционных войн, человек твердый и умелый. Крепость Виттенберг располагалась на правом берегу Эльбы, а Тет-де-пон - укрепления  обороны переправы на левом берегу реки. Русский генерал  Казачковский безуспешно пытался овладеть тет-де-поном. Союзники бомбардировали крепость в течение двух дней.

## Итог
Штурм города-крепости не удался. Потери с каждой из сторон составили до 300 человек.  19 апреля Витгенштейн получил донесение о  наступлении армии Наполеона с целью соединения с войсками вице-короля.  Риск возможного разобщения двух частей союзной армии возрастал.  Необходимо было опередить Наполеона.  С этой целью Витгенштейн оставил на правом берегу необходимые силы, а остальные войска «собрал» на левом берегу для скорейшего соединения с Блюхером. В это же время на Эльбу прибыли отряды  генерал-лейтенанта Воронцова к Магдебургу и генерала Гарпе к Виттенбергу. Это позволило Витгенштейну высвободить часть сил с правого берега и нарастить группировку войск на левой стороне Эльбы.  28 апреля войска Витгенштейна двинулись к Делич и далее из  Шкойдиц к Цвенкау где вошли в соприкосновение с войсками Блюхера. Отряд Клейста перешел к Галле.